# Johan Kappelhof
Johan Kappelhof (Amsterdam, 5 agosto 1990) è un calciatore olandese, difensore svincolato.

## Statistiche

### Presenze e reti nei club
Statistiche aggiornate al 23 marzo 2016.
| Stagione         | Squadra          | Campionato       | Campionato | Campionato | Coppe nazionali | Coppe nazionali | Coppe nazionali | Altre coppe | Altre coppe | Altre coppe | Coppe europee | Coppe europee | Coppe europee | Totale | Totale |
| Stagione         | Squadra          | Comp             | Pres       | Reti       | Comp            | Pres            | Reti            | Comp        | Pres        | Reti        | Comp          | Pres          | Reti          | Pres   | Reti   |
| ---------------- | ---------------- | ---------------- | ---------- | ---------- | --------------- | --------------- | --------------- | ----------- | ----------- | ----------- | ------------- | ------------- | ------------- | ------ | ------ |
| 2010-2011        | Ajax             | E                | -          | -          | -               | -               | -               | -           | -           | -           | -             | -             | -             | -      | -      |
| 2011-2012        | Groningen        | E                | 23         | 0          | CO              | 1               | 0               | -           | -           | -           | -             | -             | -             | 24     | 0      |
| 2012-2013        | Groningen        | E                | 21         | 0          | CO              | 3               | 0               | -           | -           | -           | -             | -             | -             | 24     | 0      |
| 2013-2014        | Groningen        | E                | 32+4       | 2          | CO              | 3               | 0               | -           | -           | -           | -             | -             | -             | 35     | 2      |
| 2014-2015        | Groningen        | E                | 29         | 0          | CO              | 6               | 1               | -           | -           | -           | UEL           | 2             | 0             | 37     | 1      |
| 2015-2016        | Groningen        | E                | 18         | 1          | CO              | 2               | 0               | -           | -           | -           | UEL           | 6             | 0             | 26     | 1      |
| Totale Groningen | Totale Groningen | Totale Groningen | 123+4      | 3          |                 | 15              | 1               |             |             |             |               | 8             | 0             | 146+4  | 4      |
| 2016             | Chicago Fire     | MLS              | 3          | 0          | -               | -               | -               | -           | -           | -           | -             | -             | -             | 3      | 0      |
| Totale carriera  | Totale carriera  | Totale carriera  | 126+4      | 3          |                 | 15              | 1               |             |             |             |               | 8             | 0             | 149+4  | 4      |

## Palmarès

### Club

#### Competizioni nazionali
- Coppa dei Paesi Bassi: 1

Groningen: 2014-2015